# Biesal
Biesal (Duits: Biessellen) is een plaats in het Poolse district  Olsztyński, woiwodschap Ermland-Mazurië. De plaats maakt deel uit van de gemeente Gietrzwałd en telde in 2006 569 inwoners.

## Verkeer en vervoer
- Station Biesal